# Waterfiskaal
De waterfiskaal (Laniarius ferrugineus) is een zangvogel uit de familie Malaconotidae (bosklauwieren).

## Verspreiding en leefgebied
Deze soort komt voor in zuidelijk Afrika en telt zes ondersoorten:
- L. f. transvaalensis: zuidoostelijk Botswana, noordelijk Zuid-Afrika en Swaziland.
- L. f. tongensis: zuidelijk Mozambique en oostelijk Zuid-Afrika.
- L. f. natalensis: van westelijk en zuidelijk KwaZoeloe-Natal tot de zuidwestelijke Oost-Kaap (oostelijk en zuidoostelijk Zuid-Afrika).
- L. f. pondoensis: de noordoostelijke Oost-Kaap (zuidoostelijk Zuid-Afrika).
- L. f. savensis: zuidoostelijk Zimbabwe en zuidelijk Mozambique.
- L. f. ferrugineus: de zuidelijke West-Kaap (zuidelijk Zuid-Afrika).

## Status
De grootte van de populatie is niet gekwantificeerd maar de soort wordt omschreven als algemeen. Op de Rode lijst van de IUCN heeft deze soort de status niet bedreigd.